# Robert Follia i Camps
Robert Follia i Camps   (Sant Sadurní de l'Heura, 29 de juliol de 1930 - Barcelona, 2 d'agost de 2021) fou un jurista, notari, bibliotecari i professor universitari català.

## Trajectòria
Llicenciat en Dret el 1957, comença a exercir com a notari el 1961, primer a Chantada (La Corunya), des de 1965 a Castelló de la Plana i, des de 1970, i fins a la seva jubilació el 2000, a Barcelona. El 2001 fou nomenat notari honorari. El seu coneixement del Dret civil català l'ha consolidat com un dels juristes més prestigiosos de Catalunya des de la transició democràtica, amb una remarcable obra publicada i una molt destacada aportació a les principals institucions jurídiques de país, de manera especial des de l'Observatori de Dret Privat i des de la Presidència de l'Acadèmia de Jurisprudència i Legislació de Catalunya.
Durant la seva trajectòria professional, ha assumit diversos càrrecs i ha format part de diverses institucions acadèmiques i jurídiques. Fou ajudant de la càtedra de Dret civil de la Universitat de Barcelona entre 1958 i 1961, i col·laborador de la mateixa institució acadèmica entre 1971 i 1978. També fou censor de la junta directiva del Col·legi de Notaris de València (1968-1970), i censor i Bibliotecari del Col·legi de Notaris de Catalunya entre 1976 i 1990, i més endavant en fou el degà entre 1990 i 1995.
A més de pertànyer a la Junta de govern de la Fundació Noguera (1978), fou membre de l'Acadèmia de Jurisprudència i Legislació de Catalunya, on va rebre la medalla acadèmica "Pere Albert", des del 1985. De la mateixa Acadèmia fou el seu secretari entre els anys 1992 i 2000, i finalment, ocupà el càrrec de president d'aquesta institució entre els anys 2000 i 2008. També fou membre de la Junta Directiva de l'Associació Catalana d'Arbitratge entre el 1990 i el 1996, integrant del primer Consell Econòmic de la Universitat Pompeu Fabra, des de la seva creació fins a la seva substitució pel Consell Social entre 1990 i 2004. Fou membre de l'Observatori de Dret Privat de Catalunya entre 1996 i 2004 i de la Comissió de Codificació entre 1996 i 2008, membre del Consell rector de l'Institut d'Estudis Autonòmics entre el 2001 i el 2008, membre de Consell de Justícia de Catalunya entre els anys 2002 i 2008, i de la Comissió Jurídica Assessora de la Generalitat de Catalunya entre el 2003 i el 2005. És patró de diverses fundacions, i ha publicat diversos treballs en matèria de dret civil.

## Reconeixements
El 1996 se li va concedir l'Orde de Sant Ramon de Penyafort, i també va rebre la Medalla d'Or del Gran Teatre del Liceu. El 2013 va rebre el Vé Premi Puig Salellas, un premi instituït pel Col·legi de Notaris de Catalunya el 2009, en record i homenatge de qui fou el seu Degà president i reconegut notari i jurista, que es concedeix anualment a la persona física o jurídica que, en l'àmbit de Catalunya, acrediti una destacada trajectòria d'estudi, investigació, creació, docència o aplicació del dret.